# Tytthonyx hispaniolensis
Tytthonyx hispaniolensis is een keversoort uit de familie soldaatjes (Cantharidae). De wetenschappelijke naam van de soort werd in 1991 gepubliceerd door Wittmer.